# Thomas Prenn
Thomas Prenn (San Candido, 10 giugno 1994) è un attore italiano.

## Biografia
Altoatesino  di madrelingua tedesca, Thomas Prenn è cresciuto a Dobbiaco, in Val Pusteria.
Dal 2014 al 2018 ha studiato recitazione presso l'Accademia di Arti Drammatiche "Ernst Busch" di Berlino. Durante gli studi ottiene però già i primi ingaggi, ne "Il flauto magico" di Peter Stein alla Scala di Milano (2016), in "Marat/Sade" di Stefan Pucher al Deutsches Theater di Berlino (2017) e nella "Giovanna d'Arco" di Schiller del giovane regista Kieran Joel alla Volksbühne Berlin (2017). Sempre nel 2017, nell'ambito del 28º concorso nazionale per gli studenti di arte drammatica di lingua tedesca tenutosi a Stoccarda, vinse con alcuni compagni di studio del terzo anno dell'Accademia "Ernst Busch" il premio (finanziato dal ministero federale per l'educazione a la ricerca) per la messa in scena dell' "Odissea" di Omero, rappresentazione che era stata realizzata nell'ambito degli studi del secondo anno.
Dalla stagione teatrale 2018/19 Prenn è membro fisso della compagnia del Badisches Staatstheater Karlsruhe, con la quale ha debuttato nel progetto teatrale tedesco-brasiliano Fremde Heimat. Inoltre ha preso parte alla prima messa in scena tedesca del dramma "europa flieht nach europa" di Miroslava Svolikova. Tra gli altri ruoli interpretati nella stagione 2018/19 si ricordano anche quelli di Valentin/Brander in Faust I diretto da Michael Talke e dal gennaio 2019 il giovane amante Claudio nella commedia shakespeariana Molto rumore per nulla.
Al teatro Prenn aggiunge la partecipazione a produzioni cinematografiche e televisive tedesche. Già prima della conclusione dell'Accademia ha interpretato il ruolo del protagonista maschile nel dramma Lacrime delle Dolomiti di Sesto (2014), dove impersonava lo Schützen Franz Anderlacher, ragazzo nato da un matrimonio misto italo-tedesco e chiamato nel 1915 al fronte della "guerra bianca".
Nella trasposizione cinematografica di Der namenlose Tag (2017) del regista Volker Schlöndorff interpretò un giovane della scena gotica. Il suo primo ruolo da protagonista in televisione è avvenuto nella serie Tatort, nell'episodio Damian (trasmesso il 23 dicembre 2018), in cui interpretava lo studente di giurisprudenza psicopatico che dà il titolo all'episodio, Damian Rombach. La sua interpretazione fu accolta molto positivamente dalla critica e gli valse il premio giovanile Studio Hamburg Nachwuchspreis 2019.
A gennaio 2020 Prenn è apparso in un nuovo episodio della serie Tatort,  Kein Mitleid, keine Gnade nel ruolo dello studente Paul Hünecke, l'amico della vittima.
Attualmente vive a Berlino.

## Filmografia
- 2013: Lacrime delle Dolomiti di Sesto
- 2017: Der namenlose Tag (film TV)
- 2017: 8 Tage (serie televisiva)
- 2018: Servus Baby (serie televisiva)
- 2018: Tatort: Damian (serie televisiva)
- 2019: Disco
- 2019: Biohacker (serie televisiva Netflix)
- 2020: Tatort: Kein Mitleid, keine Gnade (serie televisiva)
- 2020: Unter der Haut der Stadt
- Große Freiheit, regia di Sebastian Meise (2021)